# Марфанов синдром
Марфанов синдром је поремећај који се наслеђује аутозомно-доминантно, a узрок му је мутација гена за фибрилин 1, због које у еластичним везивним влакнима недостају микрофибрили, па та влакна немају потребну чврстину.

## Епидемиологија
Учесталост болести на глобалном нивоу је 4-6 на 100.000 становника.

### Етиопатогенеза
Марфанов синдром је аутозомно доминантна болест, што значи да су у већини случајева афициране особе које су хетерозиготни носиоци патолошког гена. Узрок му је мутација гена FBN1 који кодира синтезу фибрилина, а локус за овај ген налази се на дугом краку 15. хромозома (15q21.1). Фибрилин је гликопротеин и основна је компонента лигамента суспензоријума ока, еластина у аорти и другом везиву. За ову, као и за друге аутозомно доминантне болести везује се ефекат очевих година. Примећено је да очеви старији од 45 година имају 4-5 пута већи ризик од добијања детета са Марфановим синдромом и ахондроплазијом, у односу на очеве од 25 година. То се приписује акумулацији мутација током великог броја митотичких деоба кроз које прође полна ћелија. Сперматогенеза је континуиран процес који укључује 20-25 митотичких деоба годишње, па зрели сперматозоиди човека од 50 или више година пролазе неколико стотина митотичких деоба. Многе мутације последица су грешке у ДНК копирању током митозе.
Трудноћа носи петоструко повећање ризика од дисекције аорте код особа са Марфановим синдромом, а ризик се додатно повећава уколико је аортни корен дијаметра >4,5 cm. Код пацијенткиња са аортним кореном >4,5 cm неопходно је планирати трудноћу тек након хируршке интервенције на аортном корену. Код пацијенткиња са аортним кореном <4,5 cm могућа је трудноћа уз редовне ехокардиографске прегледе и посебан опрез.

### Клиничка слика
Код Марфановог синдрома, патолошки ген за фибрилин манифестује се најчешће коштаним, очним и срчаним проблемима.
Оболели су обично високи и мршави са непропорционално дугим екстремитетима, деформитетима грудног коша, сколиозом (деформитетом кичменог стуба), грудном лордозом, ограниченом екстензијом лакта, равним стопалима, деформитетима кука, повећаном покретљивошћу зглобова. Такође се могу јавити: долихоцефалија (издужена глава), енофталмија (увучене очне јабучице), ретрогнација (увучена доња вилица), густи зуби и готско (високо подигнуто) непце.
- Промене на очима: ектопија очних сочива, заравњена рожњача, катаракта, хиполазија дужице и цилијарних мишића, кратковидост, глауком.
- Кардиоваскуларни поремећаји: дилатација аорте, пролапс митралног залиска, дилатација плућне артерије, дилатација трбушног и грудног дела аорте, дисекција аорте.[13][14]
- Промене на плућима су у виду спонтаног пнеумоторакса и цисти на врховима плућних крила.
- На кожи се јављају стрије на леђима, бутинама и раменима.
- Тврда овојница мозга и кичмене мождине је често проширена, најчешће у слабинско-крсном делу, праћена је болом у леђима, слабошћу и укоченошћу у ногама.

## Дијагноза
Дијагноза се поставља на основу клиничке слике, клиничког прегледа, офталмолошког прегледа, рендгенографије, ултразвука, компјутеризоване томографије, нуклеарне магнетне резонанце и генетских испитивања.

## Терапија
Лечење је симптоматско. Због кардиоваскуларних поремећаја се ординирају бета блокатори. Срчане мане се хируршки коригују. Некада се дају прогестерон и естроген пре пубертета да би се спречио висок раст. Кратковидост се коригује ношењем наочара, а остали поремећају на очима се могу ласерски санирати.
Вагинални порођај са епидуралном анестезијом је могућ код трудница са аортним кореном <4,5 cm, док је код трудница са аортним кореном >4,5 cm индикован порођај царским резом са регионалном анестезијом [4,5].

## Превенција
Препоруке за труднице са Марфановим синдромом обухватају редовне ехокардиографске прегледе сваких месец дана током читаве трудноће са праћењем димензија аортног корена и уочавањем евентуалних знакова дисекције, уз примену бета-блокатора.